# ジョン・ド・クリントン (初代クリントン男爵)
初代クリントン男爵ジョン・ド・クリントン（英語: John de Clinton, 1st Baron Clinton、1258年頃 - 1310年頃）は、イングランドの貴族。

## 経歴
1258年頃にトマス・ド・クリントンとその妻モード（旧姓ブレイスブリッジ）の息子として生まれる。父の跡をついでウォリックシャー・マックスストックの領主となる。
エドワード1世の起こしたスコットランドやフランスとの戦争に従軍した。
1299年2月6日の議会招集令状でクリントン男爵として議会に召集された。1300年から1301年にかけてはウォリックシャーのシェリフとナイトを務め、同年の議会もその資格で議員となっている。
1308年にはウォーリングフォード城の城守（Constable）を務めた。
1310年頃に死去。クリントン男爵位は長男ジョン・ド・クリントンが継承した。

## 家族
1290年頃にウィリアム・ド・オーディングセルズの娘イダと結婚。彼女との間に以下の2男1女を儲けた。
- 長男ジョン・ド・クリントン（1300年頃 - 1335年頃） - 2代クリントン男爵位を継承
- 次男ウィリアム・ド・クリントン（英語版）（1304年頃 - 1354年頃） - 初代ハンティンドン伯（英語版）に叙される
- 長女ジョアン・ド・クリントン（生没年不詳） - サー・ハモン・マーシーと結婚